# Dangerously in Love (chanson)
Pistes de Survivor
Brown Eyes The Story of Beauty
Dangerously in Love est une chanson RnB-soul écrite et produite par la chanteuse de Destiny's Child Beyoncé Knowles et par le producteur Errol McCalla, Jr. La ballade est enregistré la première fois par les Destiny's Child pour leur troisième album studio, Survivor de 2001, avec Beyoncé en tant que chanteuse, et il est l'un des quelques chansons sur l'album Survivor que Beyoncé chante presque entièrement en solo.
En 2003 Beyoncé réenregistre la chanson sous un titre un peu différent pour son premier album solo  et nomme cet album d'après la chanson originale, Dangerously in Love.

## Genèse et réception critique
La version de la chanson des Destiny's Child ne s'est classée nulle part à cause du manque de promotion, mais aussi parce que la chanson n'est pas sortie en single. Cependant, la chanson a été accueillie favorablement par les critiques et est considérée comme un titre phare de l'album.

## Dangerously in Love 2
Pistes de Dangerously in Love
The Closer I Get to You Beyoncé Interlude
Beyonce réenregistre la chanson en 2003 pour son premier album solo, Dangerously in Love, en la rebaptisant Dangerously in Love 2. Avec un arrangement modifié, la version de Beyoncé a reçu une réponse généralement positive de la critique musicale. Aux États-Unis, la chanson est seulement envoyée aux stations de radio et n'est jamais sortie en single dans les autres pays. Aucun clip vidéo officiel existe pour la chanson, même si la performance de son DVD du Live at Wembley a souvent été diffusée sur BET.
Elle interprète Dangerously in Love en direct pour la première fois aux Grammy Awards de 2004, où elle gagne dans la catégorie meilleure performance vocale R'n'B féminine. Elle a souvent interprété la chanson en live en prélude de Crazy in Love sur sa première tournée mondiale, sur la tournée The Beyoncé Experience avec sa reprise de la chanson de 2000 de Jill Scott He Loves Me (Lyzel in E Flat), et plus récemment dans un medley avec la version ballade de Sweet Dreams et une reprise de la chanson de Anita Baker Sweet Love.
Le 14 juin 2006 la chanson est certifiée disque d'or par le RIAA pour la ventes de 500 000 exemplaires.

## Classements
La version de la chanson de Beyoncé se classe dans beaucoup de classements américains même avec l'absence de promotion. La chanson est d'abord classée dans le classement américain Billboard Hot 100 en prenant la 57e place et est plus tard se classe à la 17e place du Billboard Hot R&B/Hip-Hop Songs américain. Avec la sortie du troisième album studio de Beyoncé I Am... Sasha Fierce, la chanson prend la 31e place du Billboard Hot Ringtones américain, presque 5 ans après sa sortie du single et de 8 ans après la sortie des Destiny's Child.
| Classement (2004)                    | Meilleure position |
| ------------------------------------ | ------------------ |
| U.S. Billboard Hot 100               | 57                 |
| U.S. Billboard Hot R&B/Hip-Hop Songs | 17                 |
| Classement (2009)                    | Meilleure position |
| U.S. Billboard Hot Ringtones         | 31                 |